# New-York Tribune
New-York Tribune var en amerikansk avis. Den blev grundlagt af Horace Greeley i 1841 og blev længe anset for at være en af de førende aviser i USA. I 1924 fusionerede avisen med New York Herald som blev til New York Herald Tribune, som standsede avisproduktionen i 1967.
New-York Tribune blev skabt af Greeley med det håb at frembringe ligefremt og troværdigt medie i en tid, hvor markedet var præget af sensationsjournalistik. Selvom avisen blev anset for at være forholdsvis uafhængig, reflekterede avisen dog nogle af Greeleys idealistiske holdninger. Avisen havde Karl Marx og Friedrich Engels som Europa-korrespondenter i de tidlige 1850'ere.
Avisen modtog i 1917 en Pulitzerpris for sin leder 7. maj 1916 (om sænkningen af RMS Lusitania et år tidligere).